# Chinchón (apellido)
La familia y el apellido Chinchón (en euskera: Txintxon) encuentran sus orígenes a partir del siglo XV, en lo que hoy es el actual País Vasco, España.

## Antecedentes

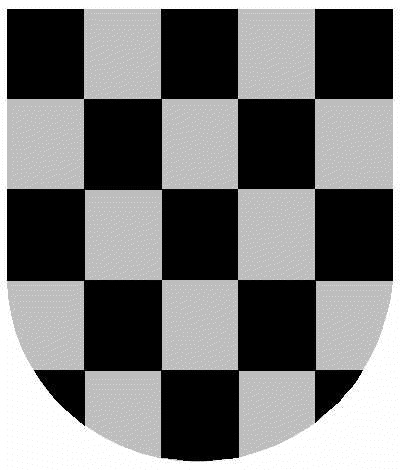
El escudo de armas de esta familia es jaquelado de 25 escaques, de los cuales 12 son hechos en plata y los 13 restantes en sable.

La familia Chinchón fue una de las fundadoras de Vitoria, en el lugar que ocupaba la aldea de Gazteiz. Las referencias de esta familia se precisan con mayor frecuencia entre los siglos XV al XIX, en especial, en los hechos de la negociación del Tratado de los Pirineos (o Paz de los Pirineos) firmado por las monarquías española y francesa el 7 de noviembre de 1659, y en especial en la exacta delimitación de la frontera con Cataluña y Francia. Todo ello parece coincidir con la memoria familiar de algunos de los miembros de la rama de la familia.

### Escudo familiar
Por referencias de historiadores de la época y otras averiguaciones en los archivos registrales de ciudades y otros privados, podría decirse que este escudo, u otro muy similar a él, apareció inicialmente desde el siglo XI al XIV, particularmente en la repoblación de Álava.

## Actualidad del apellido Chinchón

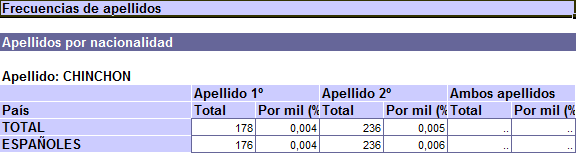
Relación TOTAL (incluye extranjeros) y ESPAÑOLES.

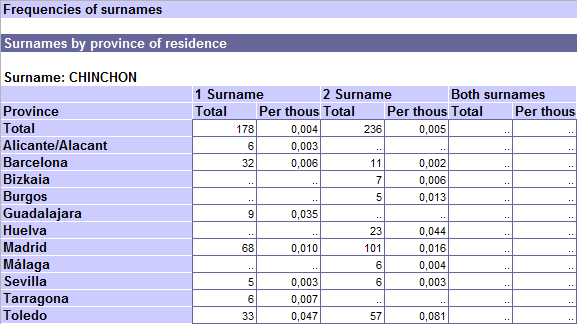
Frecuencia del apellido Chinchón por provincia de residencia.

Según el Boletín Oficial de Bizkaia (Bizkaiko Aldizkari Ofiziala) de 23 de febrero de 2004, se sabe de la existencia de una persona portadora del apellido (materno) Txintxon (voz original vascongada del actual Chinchón) en Gordejuela, Vizcaya.
De acuerdo a datos procedentes de la Estadística del Padrón Continuo del Instituto Nacional de Estadística (España), a fecha 1 de enero de 2013, existen 414 personas en España portadoras del apellido Chinchón, 178 como apellido paterno, y 236 materno. De todo este conjunto de personas, solo 2 personas son extranjeras (como apellido paterno), el resto son nacionales españoles.
Desde su punto de origen en Álava (País Vasco), el apellido Chinchón se ha extendido a distintas comunidades autónomas de España, entre ellas, a saber, Andalucía (Huelva, Málaga y Sevilla), Castilla-La Mancha (Guadalajara y Toledo), Castilla y León (Burgos), Cataluña (Barcelona y Tarragona), Comunidad de Madrid, Comunidad Valenciana (Alicante), y también dentro del mismo País Vasco (Vizcaya).